# Arianny Celeste
Arianny Celeste (Las Vegas, 12 de novembro de 1985) é uma modelo norte-americana. É conhecida principalmente por ser a ring girl (en) do Ultimate Fighting Championship e capa da revista Playboy.

## Biografia
Arianny Celeste nasceu e cresceu na cidade de Las Vegas, Nevada, a filha de pais mexicanos e filipinos. Estudou no Palo Verde High School e frequentou a Universidade de Nevada, em sua cidade natal, para estudar técnicas de fitness e nutrição. Quatro meses depois, fez suas primeiras aparições no mundo da fotografia, já apareceu em um anúncio de segurança para veículos. Aos 15 anos fez sua primeira sessão como modelo.

## Carreira profissional
Celeste fez sua estreia no Ultimate Fighting Championship (UFC), no Hard Rock Cafe em 2006. Em 4 de fevereiro de 2010, Sports Illustrated lhe chamou como "Menina do dia".
Celeste realizou uma sessão de fotos na qual posou desnuda para a edição de novembro da revista Playboy.
Celeste tem seu próprio programa no YouTube chamado Film Strip, no canal Cinefix.
Ela também é uma das apresentadoras do programa Overhaulin' no Discovery Channel.